# Careproctus ostentum
Careproctus ostentum és una espècie de peix pertanyent a la família dels lipàrids.

## Hàbitat
És un peix marí i batidemersal que viu entre 73 i 1.660 m de fondària.

## Distribució geogràfica
Es troba al Pacífic nord: Sakhalín, el mar de Bering i l'illa d'Unalaska (illes Aleutianes, Alaska).

## Observacions
És inofensiu per als humans.